# 阿林达姆·巴格奇
阿林达姆·巴格奇（1972年3月5日—），又译阿林丹·巴格奇，印度外交官，现任印度常驻联合国日内瓦办事处和其他国际组织代表和特命全权大使，曾任印度外交部发言人、印度驻克罗地亚大使等职务。

## 经历
阿林达姆·巴格奇生于1972年3月5日。巴格奇曾在新德里和阿薩姆邦古瓦哈蒂求學。他在德里大學攻讀了數學本科課程，並在印度管理研究所亞美達巴德分校攻讀了管理研究生課程。在加入印度外事服務之前，巴格奇曾在新德里和孟買作爲投資銀行家工作過兩年。
1996年進入印度外事服務部，選擇西班牙語作爲學習外語。巴格奇的早期駐外任务包括在印度常驻联合国纽约代表团工作，负责经济、发展和环境问题以及联合国安理会改革的努力，以及在秘鲁利马和西班牙马德里的印度大使馆任职。在新德里的外交部，他曾在处理美国和加拿大事务的部门以及行政和人力资源管理的部門工作過。2010年至2014年在印度总理办公室担任副司長級別官員，负责处理与美洲和俄罗斯的关系，以及联合国和各种全球问题。他还负责与原子能部和航天部有关的工作。
2014年至2018年，任印度駐斯里蘭卡高級專員公署副高級專員。2018年10月4日，巴格奇被任命爲印度駐克羅地亞大使。2018年11月10日至2020年6月11日，担任印度驻克罗地亚大使。
2020年至2021年，擔任印度外交部北方司聯祕，處理印度與尼泊爾和不丹的關係。2021年3月20日，巴格奇接替阿努拉格·斯里瓦斯塔瓦出任印度外交部发言人及对外宣传与公共外交司聯祕，爲外交部與媒體的聯絡人，還負責協調印度政府的全球外聯活動。2023年10月16日，巴格奇被任命为印度常驻联合国日内瓦办事处和其他国际组织代表和特命全权大使。2024年1月3日，兰迪尔·贾伊斯瓦尔接任外交部发言人一职。2024年1月22日，巴格奇向联合国日内瓦办事处總幹事塔蒂亞娜·瓦洛瓦亞递交国书。

## 个人生活
已婚，育有一子。